# Palacio de los Goyeneche (Illana)
El palacio de Goyeneche es un edificio barroco de la segunda mitad del siglo XVIII, muy modificado en el interior, situado en Illana (provincia de Guadalajara, España). 

## Historia
Posee una fachada con profusión de balcones y ventanas y una portada con molduras y un portón de acero arquitrabado en el que aparecen elementos barrocos y un gran escudo de armas en el remate.
Fue construido por orden de Juan de Goyeneche, marqués de Belzunce, fundador de Nuevo Baztán. Su estilo barroco y la relación profesional que mantuvo Goyeneche con José de Churriguera, quien también dirigió las obras de Nuevo Baztán, inducen a pensar que el palacio es obra suya.[cita requerida] Fue declarado Bien de Interés Cultural en 1992.
El palacio, que se encontraba en mal estado, fue restaurado e inaugurado en agosto de 2018 tras habilitar una vivienda para mayores con diferentes estancias para biblioteca, sala de estar, salones, cocina y salas de actividades y, en la zona noble del Palacio, un museo dedicado a la figura de Juan de Goyeneche y su paso por Illana.